# Paz com Honra
Paz com Honra (em inglês:  Peace with Honor) foi uma frase que o presidente dos Estados Unidos, Richard Nixon, usou em um discurso em 23 de janeiro de 1973 para descrever os Acordos de Paz de Paris para encerrar a Guerra do Vietnã. A frase é uma variação de uma promessa de campanha feita por Nixon em 1968: "Prometo a vocês que teremos um fim honroso para a guerra no Vietnã."  Os Acordos especificavam que um cessar-fogo ocorreria quatro dias depois. Segundo o plano, sessenta dias após o cessar-fogo, os norte-vietnamitas libertariam todos os prisioneiros estadunidenses e todas as tropas dos Estados Unidos se retirariam do Vietnã do Sul. Em 29 de março de 1973, o último soldado dos Estados Unidos deixou o Vietnã. Em 30 de abril de 1975, Saigon caiu para as tropas norte-vietnamitas.
Intimamente conectada com a frase está a ideia de que Nixon afirmou em 1968 ter um plano secreto para acabar com a guerra. Nixon nunca fez tal afirmação durante sua campanha, mas também não explicou como conseguiria a paz. Portanto, a suposição de que ele tinha um plano secreto tornou-se uma crença generalizada e é comumente atribuída erroneamente como uma citação direta.